# Bas-Limbé
Bas-Limbé (em crioulo, Ba-Lenbe),é uma comuna do Haiti, situada no departamento do Norte e no arrondissement de Limbé. De acordo com o censo de 2003, sua população total é de 15.695 habitantes.